# اولینفارم
اولینفارم (به لتونیایی: Olainfarm) شرکت داروسازی لتونیایی است، که در زمینه تولید و عرضه انواع داروهای صناعی و فراورده‌های دارویی فعالیت می‌کند.
شرکت اولینفارم در سال ۱۹۹۱ تأسیس شد و در ۱۹۹۷ خصوصی گردید. دفتر مرکزی این شرکت در شهر اُولین، لتونی مستقر می‌باشد و بخشی از سهام آن در بازار بورس نزدک اوام‌اکس معامله می‌شود.